# Hollandia (geslacht)
Hollandia is een geslacht van vlinders van de familie spinneruilen (Erebidae).

## Soorten
- H. sigillata Butler, 1892
- H. spurrelli Hampson, 1926